# Exidia nigricans
Exidia nigricans é uma espécie de fungo da família Auriculariaceae. Produz basidiocarpos (corpos frutíferos) pretos e gelatinosos e é uma espécie comum em todo o Hemisfério Norte, geralmente crescendo em galhos mortos de árvores latifoliadas. Ela tem sido muito confundida com a Exidia glandulosa.

## Taxonomia
A espécie foi originalmente descrita na Inglaterra como Tremella nigricans por William Withering em 1776, com base em um nome de frase publicado por Johann Jacob Dillenius em 1741. Posteriormente, foi considerada um sinônimo de Exidia glandulosa, até que Marinus Anton Donk [en] revisou os conceitos de espécie em 1966 e a colocou em sinonímia com E. plana. Mudanças no ponto de partida para a nomenclatura de fungos deslegitimaram E. plana, tornando E. nigricans o nome mais antigo da espécie.
Pesquisas moleculares mostraram que E. nigricans tem DNA distinto de E. glandulosa, apesar das semelhanças, mesmo em nível microscópico.

### Nome comum
Tanto Dillenius (1741) quanto Withering (1776) deram o nome em inglês para essa espécie de "Witches' butter" (manteiga-de-bruxas), embora esse nome também tenha sido aplicado posteriormente a outros fungos gelatinosos, incluindo E. glandulosa e Tremella mesenterica. Diz-se que ele se baseia em uma crença popular de que as bruxas ordenham as vacas à noite e espalham a manteiga que criam no processo.

## Descrição
Exidia nigricans forma corpos frutíferos emborrachados-gelatinosos, de cor sépia escura a enegrecida, em forma de botão e com 1 a 2 centímetros de diâmetro. Os corpos frutíferos ocorrem em grupos e coalescem rapidamente para formar massas irregulares efusivas de até 20 cm de diâmetro. A superfície superior com esporos é brilhante e pontilhada com pequenas espinhas. Os corpos frutíferos individuais estão presos à madeira na base. A esporada é branca.

### Características microscópicas

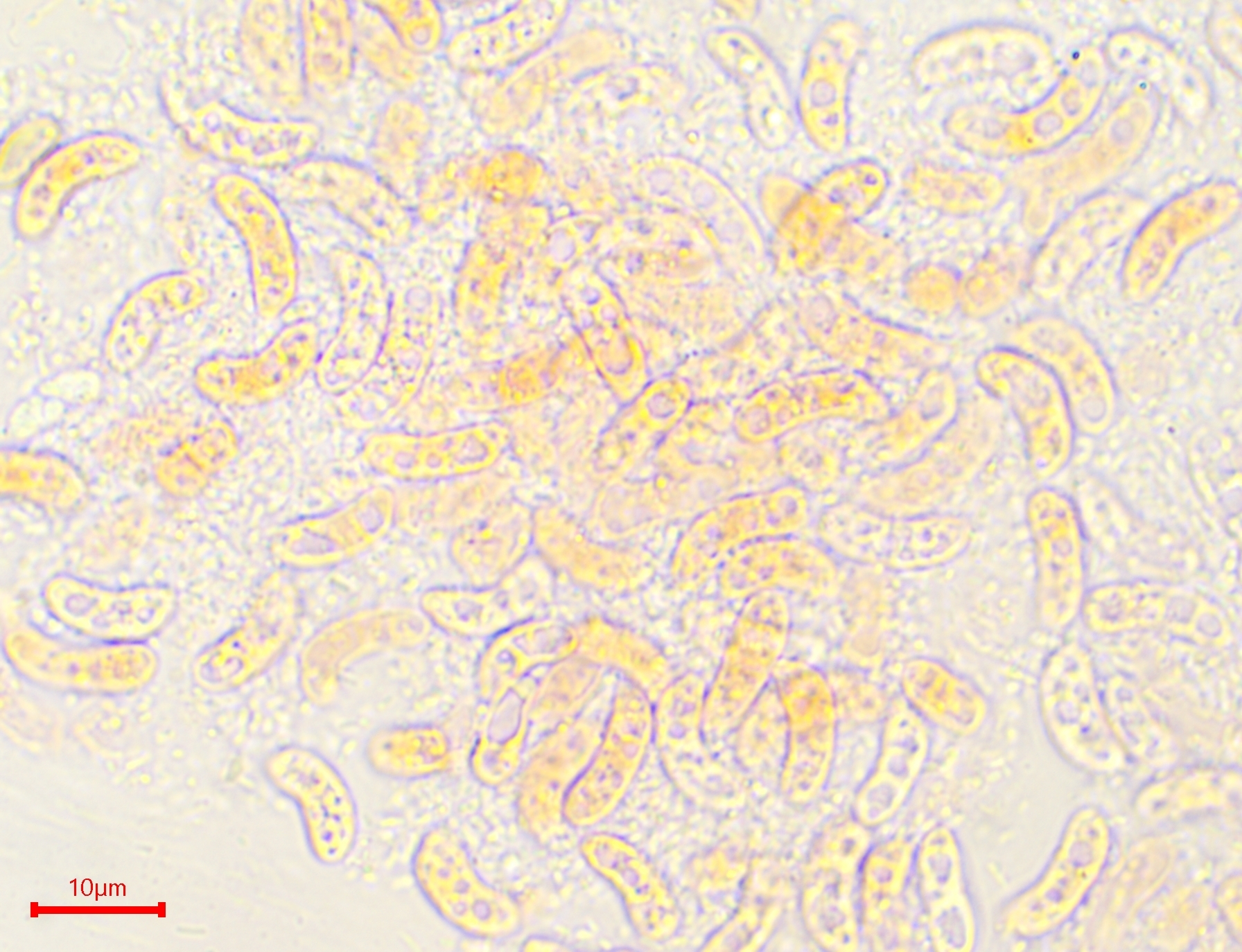
Esporos em formato de salsicha.

Os caracteres microscópicos são típicos do gênero Exidia [en]. Os basídios são elipsoides, septados, com 15-25 × 8-13 μm. Os esporos são alantoides (em forma de salsicha), com medidas de 14-19 × 4,5-5,5 μm.

### Espécies similares

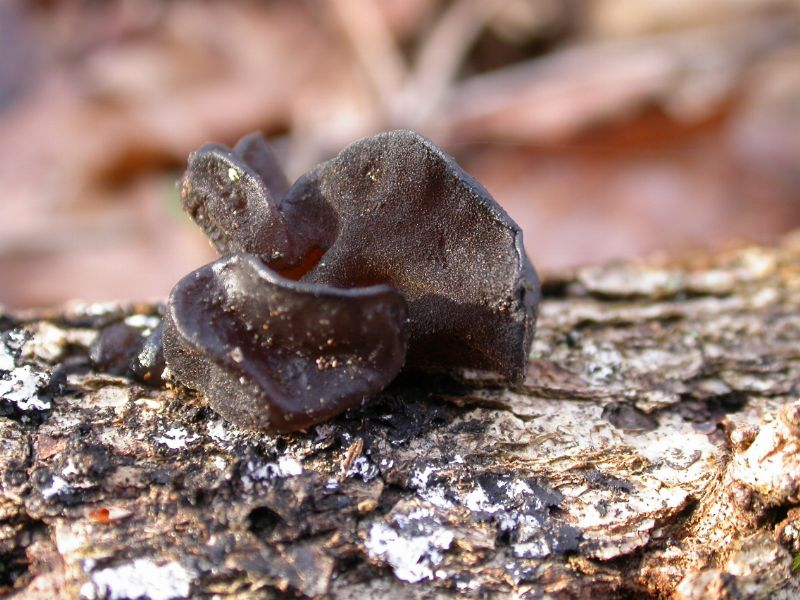
Exidia glandulosa.

Exidia nigricans e E. glandulosa são frequentemente confundidas. As duas são semelhantes (até mesmo microscopicamente), mas E. glandulosa produz corpos frutíferos discretos que raramente ou nunca coalescem.
Os corpos frutíferos de Phaeotremella foliacea [en] e Phaeotremella frondosa [en] são geralmente de um marrom mais claro e quente, mas às vezes podem ser de sépia escuro a preto. Os corpos frutíferos são gelatinosos, mas geralmente são foliáceos (com lóbulos ou frondes achatadas) e nunca apresentam espinhas na superfície. Corpos frutíferos pretos e não gelatinosos na madeira ocorrem em outros gêneros, incluindo Annulohypoxylon [en], Biscogniauxia [en], Camarops [en] e Hypoxylon [en].

## Habitat e distribuição
Exidia nigricans é uma espécie apodrecedora de madeira, normalmente encontrada em galhos mortos de uma grande variedade de árvores latifoliadas. Ela persiste por algum tempo em galhos e troncos caídos. A espécie frutifica normalmente no outono e no inverno. Ela é amplamente distribuída no Hemisfério Norte, incluindo a Europa e a América do Norte. Na América do Norte, pode ser encontrada de novembro a março na costa oeste e durante todo o ano em outros lugares.